# 寧洱ハニ族イ族自治県
寧洱ハニ族イ族自治県（ねいじハニぞくイぞくじちけん）は中華人民共和国雲南省普洱市に位置する自治県。

## 行政区画
| 区分 | 数 | 名称                          |
| ---- | -- | ----------------------------- |
| 鎮   | 6  | 寧洱 磨黒 徳化 同心 勐先 梅子 |
| 郷   | 3  | 徳安 黎明 普義                |

## 交通

### 鉄道
- 中国国家鉄路集団
  - 玉磨線

### 道路
- 高速道路
  - 昆磨高速道路
- 国道
  - G213国道
  - G323国道